# Dušan Šimočko
Dušan Šimočko (ur. 29 września 1983 r. w Bańskiej Bystrzycy) – słowacki biathlonista, olimpijczyk. Zadebiutował w biathlonie w rozgrywkach juniorskich w roku 2000.
Starty w Pucharze Świata rozpoczął zawodami w Beitostølen w roku 2004 zajmując 66. miejsce w sprincie. Jego najlepszy dotychczasowy wynik w Pucharze świata to 26. miejsce w sprincie w Oberhofie w sezonie 2008/09.
Podczas igrzysk olimpijskich w Turynie w roku 2006 zajął 56. miejsce w biegu indywidualnym i 14 w sztafecie.
Podczas Mistrzostw świata w roku 2005 w Hochfilzen zajął 77. miejsce w sprincie. Na mistrzostwach świata w roku 2007 w Anterselvie zajął 73. miejsce w biegu indywidualnym, 73 w sprincie i 15 w sztafecie. Na mistrzostwach świata w roku 2009 w Pjongczangu zajął 42. miejsce w biegu indywidualnym, 61 w sprincie oraz 12 w sztafecie.

## Osiągnięcia

### Zimowe Igrzyska Olimpijskie
| 2006 Turyn/Cesana San Sicario (Włochy) | 56. miejsce (IN), 14. miejsce (RL)                   |
| 2010 Vancouver/Whistler (Kanada)       | 18. miejsce (IN), 75. miejsce (SP), 15. miejsce (RL) |

### Mistrzostwa Świata
| 2005 Hochfilzen (Austria)            | 77. miejsce (SP)                                                       |
| 2006 Pokljuka (Słowenia)             | 13. miejsce (RM)                                                       |
| 2007 Anterselva (Włochy)             | 73. miejsce (IN), 73. miejsce (SP), 15. miejsce (RL)                   |
| 2009 P'yŏngch'ang (Korea Południowa) | 42. miejsce (IN), 61. miejsce (SP), 12. miejsce (RL)                   |
| 2011 Chanty-Mansijsk (Rosja)         | 32. miejsce (IN), 88. miejsce (SP), 18. miejsce (RL)                   |
| 2012 Ruhpolding (Niemcy)             | 70. miejsce (IN), 15. miejsce (SP), 35. miejsce (PU), 12. miejsce (RL) |

### Puchar Świata

#### Miejsca w klasyfikacji generalnej
| Sezon     | Miejsce |
| --------- | ------- |
| 2008/2009 | 86.     |
| 2009/2010 | 63.     |
| 2010/2011 | 98.     |
| 2011/2012 | 63.     |